# Благой Пилатов
Благой (Блаже) Сандев Пилатов е български революционер, деец на Вътрешната македонска революционна организация.

## Биография
Благой Пилатов е роден в Щип, по думите на вдовицата му „по народност българин“. Той е сред основателите на българската революционна организация в града. При възстановяването на ВМРО след войните за национално обединение е член на Щипския революционен комитет и негов касиер. През септември 1922 година комитетът е разкрит, Пилатов е арестуван и осъден на 20 години строг тъмничен затвор с вериги. Вследствие на побоищата и мъченията умира в 1925 година.
На 1 март 1943 година вдовицата му Зорка, на 47 години, жителка на Щип, подава молба за българска народна пенсия, която е одобрена и пенсията е отпусната от Министерския съвет на Царство България.